# Zico
Arthur Antunes Coimbra (Rio de Janeiro, 3. ožujka 1953.), poznatiji pod imenom Zico (MFA: ˈziku), brazilski je nogometni trener i bivši nogometaš. Jedan je od najboljih nogometaša svih vremena. Igrao je na mjestu navalnog veznog igrača. Za Brazil je u službenim susretima nastupio 72 puta i postigao 52 pogotka.
Trenersku karijeru započeo je 1999. godine u Japanu, a trenutačno je trener FC Goe.

## Vanjske poveznice
- Zicova službena stranica  Arhivirana inačica izvorne stranice od 8. studenoga 2008. (Wayback Machine)

### Ostali projekti
|  | Zajednički poslužitelj ima još gradiva o temi Zico |